# Eulophia pyrophila
Eulophia pyrophila là một loài thực vật có hoa trong họ Lan. Loài này được (Rchb.f.) Summerh. mô tả khoa học đầu tiên năm 1947.